# Rondibilis shibatai
Rondibilis shibatai es una especie de escarabajo longicornio del género Rondibilis, tribu Acanthocinini, subfamilia Lamiinae. Fue descrita científicamente por Hayashi en 1974.

## Descripción
Mide 10 milímetros de longitud.

## Distribución
Se distribuye por China.